# Биль (город)
Биль (также Бьен; нем. Biel, фр. Bienne, официально — Биль-Бьен (Biel/Bienne)) — город на северо-западе Швейцарии, расположенный в кантоне Берн на берегу одноимённого озера (нем. Bielersee, фр. Lac de Bienne).
Биль расположен на языковой границе между немецкоговорящей и франкоговорящей частями Швейцарии и на всей своей территории является двуязычным. Биль является немецким названием города, в то время как Бьен — французским. Часто при упоминании города одновременно используется название из обоих языков. С 1 января 2005 года официальным названием города стало Biel/Bienne (Биль/Бьен). До этого город официально назывался Биль.
Город находится у подножия первого горного хребта на территории массива Юра, а также через него проходит единственный безопасный путь в этот массив на северо-восточных берегах Бильского озера, соединяя восточную оконечность озера со своим городом-побратимом — Нидау. Города Невшатель, Золотурн и Берн (фактическая столица Швейцарии) лежат соответственно к западу, востоку и юго-востоку от Биля. До них из города можно добраться на поезде или машине примерно за 30 минут.
Население города составляет около 55 тысяч человек (2017), агломерации — почти 106 тысяч (2014). С XIX века Биль является крупным промышленным центром страны, в том числе по производству часов.

## География
Биль — второй по величине город в кантоне Берн. Расположен на высоте 434 метра над уровнем моря. Площадь (вместе с Приозёрьем) — 2162,7 га. Средний уровень воды в Бильском озере 429,23 метра.
Находится на языковой границе (называемой также рёштиграбен или ров рёшти) между немецкоговорящей и франкоговорящей частями Швейцарии. В городе широко используются оба языка. Количественно преобладает немецкий (55,4 %) над французским (28,1 %). Все официальные документы, названия улиц, объявления остановок в автобусах и так далее оформляются в обязательном порядке на двух языках. В официальных документах с 1 января 2002 года названия Biel и Bienne пишутся через косую черту: Biel/Bienne.
|           | Эвилар   | Ла-Эт  | Питерлен |  |
| Маглинген | север    | Орпунд |          |  |
| Маглинген | Биль     | Орпунд |          |  |
| Маглинген | юг       | Орпунд |          |  |
| Тван      | Бельмунд | Бругг  |          |  |

## История
Поселение на месте Биля основано кельтами и именовалось Belenus, в честь кельтского божества; от этого названия произведены оба современных варианта. В XI веке построен город, с 1275 года получивший хартию. С 1352 года в вечном союзе с Берном (хотя под контролем базельского епископа), в 1298—1814 оккупирован французами. С 1815 году город входит в состав кантона Берн.
Биль — самый крупный двуязычный город в Швейцарии. Город расположен у подножья Юрских гор. Основу города составляют 14 кварталов:
- Фингельц
- Ребберг-Бомонт
- Интерессенгемайншафт (IG) Плёнке
- Ноймарктштрассе (Оберер Квай)
- Штадтпарк
- Цукунфт / Конгресхаус
- Банхоф
- Мюлефельд
- Мёёсли
- Линден
- Метт
- Остквартир
- Бёцинген
- Альтштадт

Мэр города — Эрик Фер — представитель Социал-демократической партии Швейцарии.
Предыдущий мэр, также социал-демократ, Ханс Штёкли, ушёл в отставку в конце 2010 года после 20 лет работы градоначальником.

## Население[1]
Динамика численности населения по годам:
| 2000   | 2010   | 2019   |
| ------ | ------ | ------ |
| 48 655 | 51 203 | 55 602 |

| Национальный состав (2019 г.) | Национальный состав (2019 г.) | Национальный состав (2019 г.) | Национальный состав (2019 г.) | Национальный состав (2019 г.) |
| ----------------------------- | ----------------------------- | ----------------------------- | ----------------------------- | ----------------------------- |
| швейцарцы                     |                               |                               | 66,03 %                       |                               |
| немцы                         |                               |                               | 2,03 %                        |                               |
| французы                      |                               |                               | 2,2 %                         |                               |
| итальянцы                     |                               |                               | 6,14 %                        |                               |
| португальцы                   |                               |                               | 2,71 %                        |                               |
| югославы                      |                               |                               | 4,65 %                        |                               |
| иные европейцы                |                               |                               | 6,02 %                        |                               |
| народы Африки                 |                               |                               | 5,81 %                        |                               |
| народы Азии                   |                               |                               | 3,03 %                        |                               |
| иные                          |                               |                               | 1,31 %                        |                               |

## Достопримечательности
Колодец Vennerbrunnen на площади Ринг (1401), готическая церковь (1451), ратуша (1534), старый город (Altstadt) и все здания старого города: здания нижнего и верхнего переулков, ворота, часовая башня, колодец правосудия Gerechtigkeitsbrunnen на площади Burgplatz (1535), театр, канцелярия (1530—1591), колодец Engelsbrunnen в верхнем переулке (1563).

## Экономика
Город Биль является мировым центром часовой промышленности. Здесь расположены:
- штаб-квартира Федерации швейцарской часовой промышленности
- штаб-квартира Swatch Group (а также её подразделений Swatch и Omega)
- производственный центр компании Rolex
- штаб-квартира и производство часов Glycine

Также в Биле находится союзный департамент по коммуникации BAKOM (Bundesamt für Kommunikation), занимающийся вопросами телекоммуникации, радио и телевидения.

## Культура

### Музеи
- Музей «Schwab» — археологический музей.
- Музей «Müller» — музей машиностроения: в реконструированных мастерских начала XX столетия выставлены более 150 машин, построенных с 1880 по 1940 год.
- Музей «Neuhaus» — культура, индустрия, экономика XIX—XX веков. Выставки импрессионистов.
- «Музей часов» часовой фабрики «Omega»
- CentrePasquArt — городской центр современного искусства, созданный несколькими партнёрами (Kunsthaus, Photoforum, Filmpodium, Visarte, Kunstverein).
- Оптический музей — собрание около 300 объектов, созданных в течение четырёх столетий истории оптики. Здесь представлены монокли, очки, телескопы, бинокли, барометры и другие экспонаты.

### Симфонический оркестр
- Orchestergesellschaft Biel OGB — Симфонический оркестр Биля. Основан в 1969 году. Дирижёры: Jost Meier, Ivan Anguélov, Grzegorz Nowak, Marc Tardue и Hans Urbanek. У дирижёрского пульта бильского симфонического оркестра, находясь на гастролях, стояли такие известные дирижёры как Marcello Viotti, Armin Jordan, Heinz Holliger, Milan Horvat, Michel Corboz, Jun Märkl и Fabrizio Ventura.
- Летом проходят традиционные бесплатные симфонические и камерные концерты под открытым небом (OpenAir)

### Театры
- Городской театр Биль-Золотурн (нем. Theater Biel-Solothurn, фр. Bienne-Soleur) является наименьшим и единственным двуязычным театром в Швейцарии. Пьесы игрались здесь с XVII—XVIII столетия.
- «Theater für die Chlyne» — театр для малышей. Театр кукол и марионеток.

### Ежегодные мероприятия
- Бильский карнавал (конец февраля — начало марта). Детское карнавально-костюмированное шествие, одно из самых больших в Европе.
- С 1968 года в городе проходит шахматный фестиваль.
- C 2012 года сообщество «Арт Диалог» проводит ежегодный фестиваль искусства с одноимённым названием, который включает классическую музыку, изобразительное искусство и искусство виноделия. С программой фестиваля можно ознакомиться на сайте фестиваля[4].

## Туризм
Регион Биля имеет развитую туристическую инфраструктуру, в том числе для велосипедного спорта, катания на роликах, конного спорта, водных видов спорта и прыжков с парашютом.
Озёрный и речной флот представлен несколькими судами. Один из самых известных судов для туристов — «Сиеста» (Siesta).
St. Petersinsel (остров святого Петра). Этот полуостров является достопримечательностью региона. В западной Европе стал известен благодаря описаниям Жана Жака Руссо (J.-J. Rousseaus)

## Кухня
Кухня региона очень разнообразна, так как в регионе Биля проживает огромное количество представителей различных этнических групп с разных континентов. Швейцарская немецкая, французская, итальянская, турецкая кухня, японская, иранская, китайская, мексиканская, испанская, русская, кухни африканских народов и так далее.

## Спорт
В Биле находится около 60 зарегистрированных клубов.
Некоторые из спортивных клубов города:
- Swim Team Biel/Bienne — плавание;
- EHC Biel/Bienne — хоккейный клуб;
- Karate-Do Biel/Bienne — каратэ-до;
- Triathlon Club Seeland — триатлон;
- Клуб спортивной гимнастики Bötzingen;
- Женской клуб спортивной гимнастики Madretsch;
- Yachtclub Bielersee — Яхтовый клуб;
- USZ Bielersee — Клуб подводного плавания;
- несколько теннисных клубов: Tennisclub Biel/Bienne, Tennisclub Schlossmatte;
- aikido club Biel/Bienne — айкидо;
- kashiva kan karatedo Biel-Bienne — клуб каратэ-до;
- Damen Eishokey Club Biel — женский хоккейный клуб Биля;
- 8 футбольных клубов: (АС Azzurri Bienne, FC AURORE — Bienne, FC Mett и другие);
- Biel-Bienne Bikers — клуб велосипедистов;
- Fechtclub Biel — фехтовальный клуб;
- Gym Biel/Bienne — клуб женской ритмической гимнастики. Это также танцевальный клуб (Hip-Hop и др. танцы);
- Handballsport Biel — гандбол (мужская и женская команды);
- AFC Bienna Jets — клуб американского футбола;
- FSG Bienne Romande — аэробика и тай-чи;
- HotWhells — inlineclub (ролики);
- VCB Biel-Bienne — женский волейбольный клуб;
- Schachklub Biel — шахматный клуб Биля;
- Leichtathletikclub Biel — лёгкая атлетика;
- Schachgeselschaft Biel — шахматное общество Биля;
- SAC Biel — швейцарский альпинистский клуб, секция Биль.

Марафоны
- Наряду с «ночным» 100-километровым бильским ультрамарафоном, проводятся различные соревнования в беге на различные дистанции: классический «ночной» марафон (42,195 км), «полумарафон», горный бег, 100-километровый армейский марафон и так далее. Бег для мужчин, женщин и детей на различные дистанции.

Здесь проводятся следующие соревнования по бегу:
- Кросс в La Heutte (школьники);
- Kerzerslauf (дети);
- Полумарафон в Nidau;
- Classic’Aar (13,3 км);

Бильские дни бега:
- Les Traces de Dinosaure: Péru-La-Heutte;
- Grenchenberglauf (12 км/880 высота) — «горный бег»;
- Бильский городской бег на роликах Inline-Rennen
- Бег и марш вокруг Бильского озера (RUBI,45 км) c 20-километровым походом и 15-километровым бегом;
- Aarbärger Städlilouf (4,7 км);
- Galser Mooslauf (13,1 км);
- Villeret-Chasseral-Villeret (VC);
- Büre-Louf (11,5 км);
- Горный бег Biel/Magglingen c Bike-Rennen (7,7 км);
- Международный бильский Кросс с юношеским кроссом и Plausch-Américaine;
- Neuenstadt: Course des pavés (городской бег).

Рекорды бильского 100-километрового (гражданского) бега:
- Мужчины — Peter Camenzind (Швейцария). Рекорд 1996 года — 6 часов 37 минут.
- Женщины — Birgit Lennartz (Германия). Рекорд 1997 года — 7 часов 37 минут.

В регионе находится Государственная высшая спортивная школа Magglingen.
- Государственная высшая спортивная школа Magglingen/Macolin (спортивный институт) расположена в нескольких километрах от города в деревне Magglingen. (Eidgenössische Hochschule für Sport Magglingen EHSM).

Город участвует в государственном проекте «Sport-Kultur-Studium». Это проект поддержки талантливых детей в сфере спорта и музыки.

## Известные люди
- Херман Флюкигер — швейцарский военный дипломат в Москве в 1945—1947 годах. Организовывал репатриацию советских солдат-беженцев из Швейцарии в обмен на швейцарских военнопленных из Советского Союза.
- Николас Хайек — президент Swach Group. Почётный гражданин Биля.
- Самуэль Шмид — один из семи членов Федерального совета Швейцарии в 2000—2008 годах. Под его началом находилось Министерство обороны, гражданской обороны и спорта.
- Рикардо Луменго — первый в истории Швейцарской политики темнокожий депутат — политический беженец из Анголы. Представитель Социал-демократической партии Швейцарии (SP).
- Ханс Штёкли — мэр города Биля с 1991 по 2010 год. Представитель Социал-демократической партии Швейцарии.
- Андреа Фроммхерц — педагог, советник и управляющая делами организации Frac. Автор четырёх книг.
- Бетина Бергнер — руководитель проекта Интеграция в Биле, одна из основательниц «Женского дома» в Биле.
- Барбара Швикерт — политический деятель. Руководитель народного университета Volkshochschule Биль. Член городского Совета Биля. Представитель партии зелёных. Сопрезидент партии зелёных кантона Берн.
- Немо Меттлер «Nemo» — Победитель конкурса Евровидение — 2024. Музыкант жанра поп и хип-хоп. Обладатель хрустального микрофона. Исполнитель песни «The Code».

## Галерея

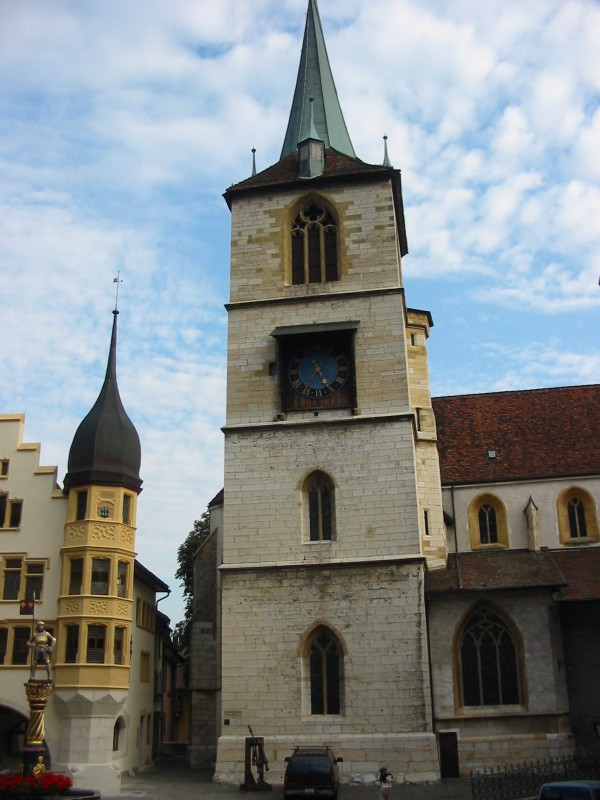
Площадь Ринг
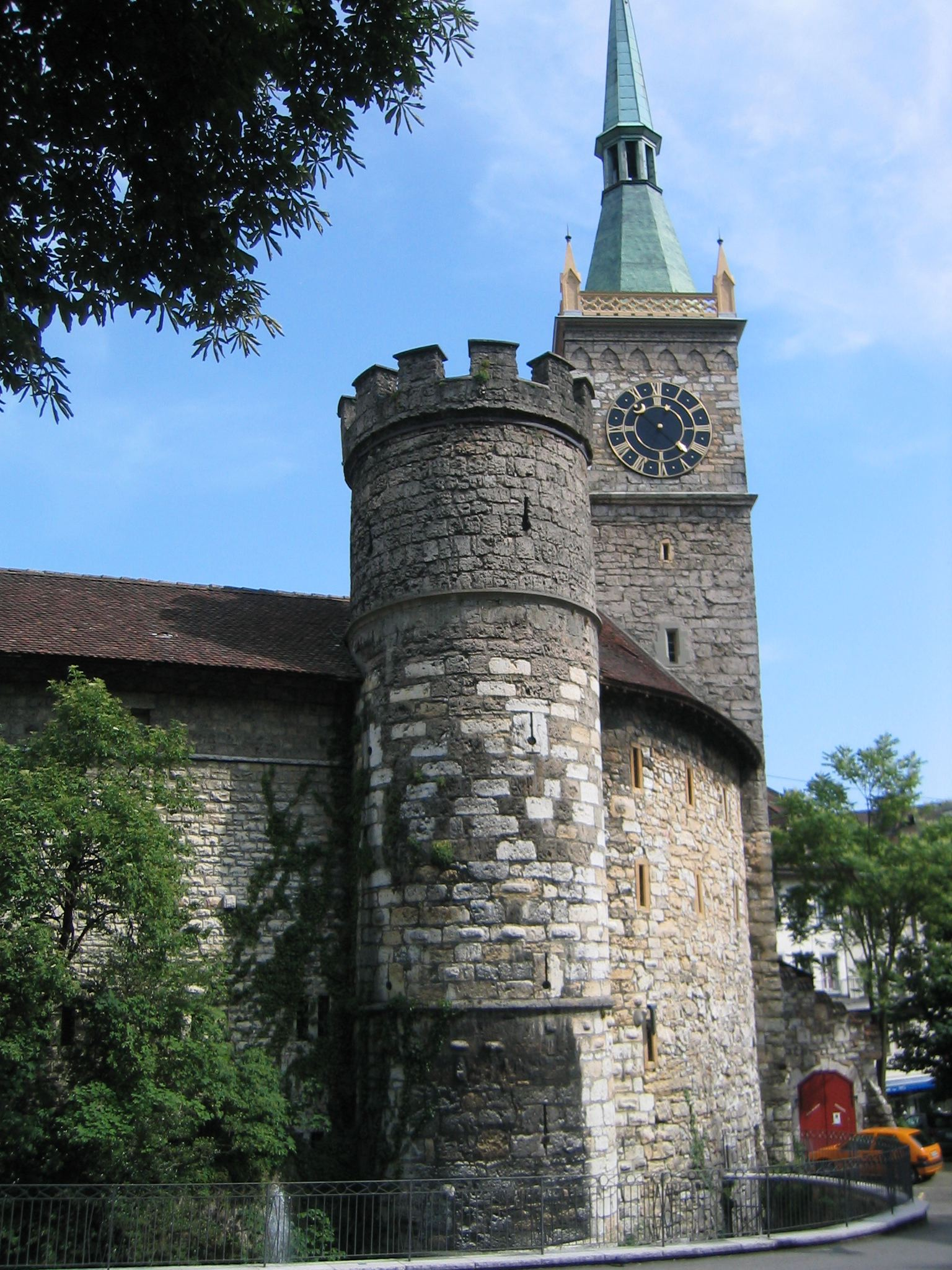
Замковая башня в северо-западной части старого города
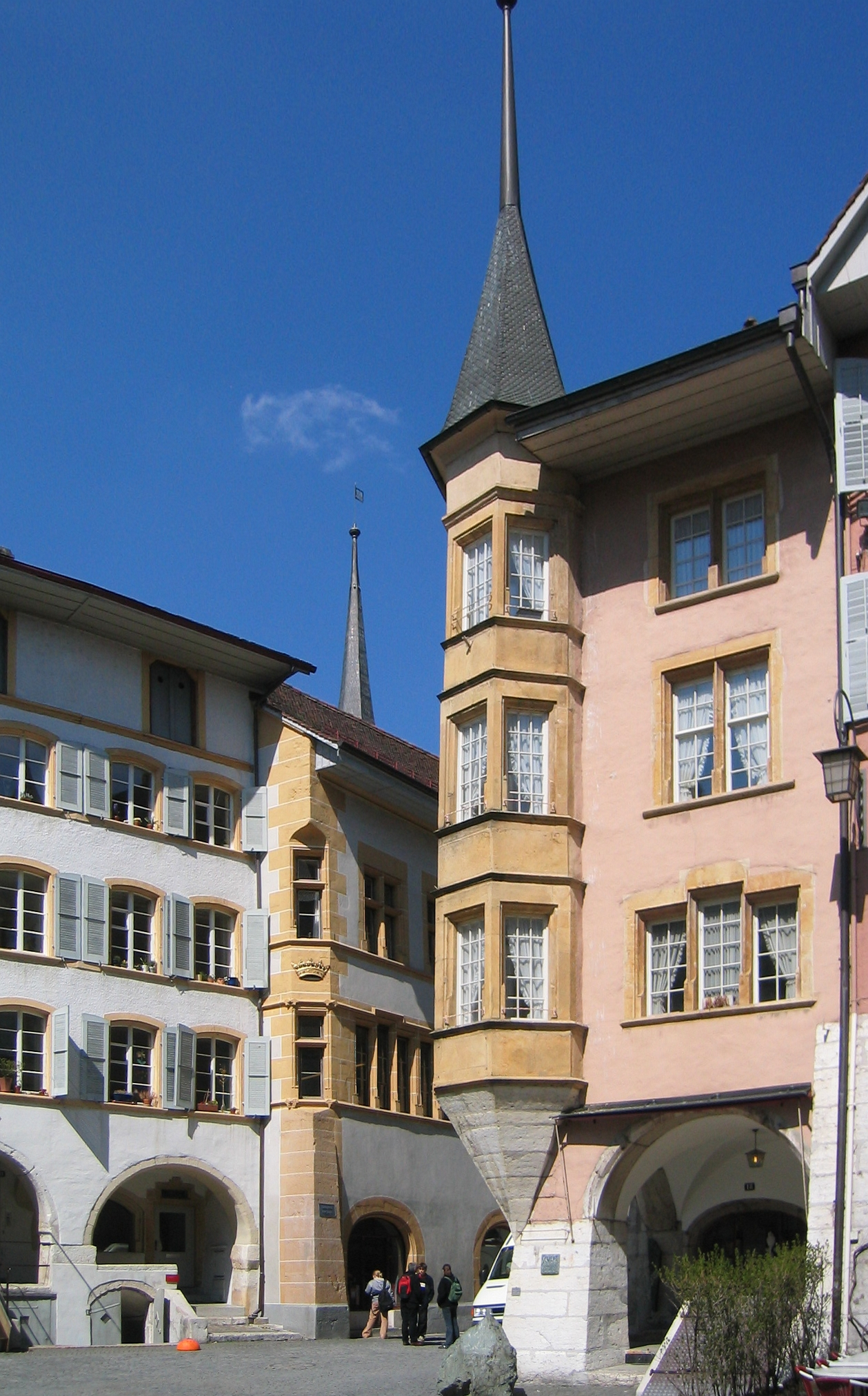
Старый город
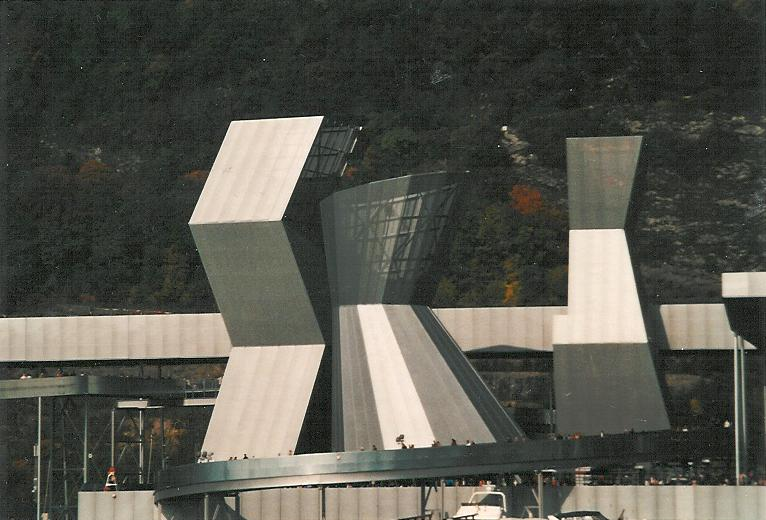
Павильон Экспо-2002